# Bryan Hodge
Bryan Hodge (Hamilton, Skócia 1987. szeptember 23. –) skót labdarúgó. A Partick Thistle csapatában játszik. Hodge sokoldalú középpályás, aki a 17, 18, 19 ls 20 éven aluliak válogatottjában is bemutatkozott. Egyik legjobb barátja a Plymouthban játszó Ryan Hodge.

## Karrierje
Hodge profi karrierjét újoncként Tyler Stewart szárnyai alatt kezdte 2001 augusztusában. 2007 februárjának végén kölcsönadták a Mansfield Town csapatának, ahol kilencszer lépett pályára, majd visszatért a Blackburn Rovershez 2007 áprilisában. A Millwall csapatához 2007 novemberében csatlakozott, ahol két hónap alatt 13-szor lépett pályára kupa- és ligameccseken.
A Blackburnnel írt alá újra, mieltt kölcsönadták volna a Darlington FC-nek 2008 februárjában. Hodge a Blackburn felnőttcsapatában 2009 januárjában mutatkozott be, amikor az egyik kupameccs 83. percében lecserélték Matt Derbyshire-t őrá.
2009. július 4-én Hodge kétéves szerződést írt alá a Partick Thistle-lel.

## Válogatottság
Hodge a skót 17, 18, 19, 20 éven aluliak válogatottjának volt a tagja.